# ミショ・ブレチュコ
ミショ・ブレチュコ（Mišo Brečko、1984年5月1日 - ）は、ユーゴスラビア社会主義連邦共和国 (現：スロベニア)・トルボヴリェ出身の同国代表サッカー選手。ポジションはDF・MF。

## 経歴
トルボヴリェに生まれ、NKルダル・トルボヴリェのユースチームに所属した。高校在学中、スロベニア3部リーグに属していたNKインテルブロック・リュブリャナの試合に数試合出場し、その翌シーズンはプルヴァ・リーガ（1部）のNKシュマルトノ・オプ・パキで21試合に出場した。2004年7月1日、ドイツのハンブルガーSVに移籍し、2004-05シーズンは7試合に出場した。2005-06シーズンはハンザ・ロストックにレンタル移籍し、2006-07シーズンはFCエルツゲビルゲ・アウエにレンタル移籍した。2. ブンデスリーガ（2部）に属していたこの2クラブで経験を積み、2007-08シーズンはハンブルガーで14試合に出場した。2008年夏、フリートランスファーの3年契約で1.FCケルンに移籍した。
U-17、U-19、U-21スロベニア代表に選出され、U-21スロベニア代表では15試合に出場した。2004年11月17日にトルナヴァで行なわれたスロバキア戦でスロベニアA代表デビューした。2010年6月1日、2010 FIFAワールドカップ本大会に出場するメンバーに選ばれた。本大会ではグループリーグ全3試合に右サイドバックとして先発出場し、2戦目のアメリカ戦ではFWズラタン・リュビヤンキッチの得点の起点となった。

## 代表歴

### 出場大会
- スロベニア代表
  - 2010 FIFAワールドカップ

### 試合数
- 国際Aマッチ 77試合 0得点（2004年-2015年）[6][7]

| スロベニア代表 | 国際Aマッチ | 国際Aマッチ |
| 年             | 出場        | 得点        |
| -------------- | ----------- | ----------- |
| 2004           | 1           | 0           |
| 2005           | 1           | 0           |
| 2006           | 3           | 0           |
| 2007           | 6           | 0           |
| 2008           | 9           | 0           |
| 2009           | 9           | 0           |
| 2010           | 11          | 0           |
| 2011           | 9           | 0           |
| 2012           | 7           | 0           |
| 2013           | 9           | 0           |
| 2014           | 7           | 0           |
| 2015           | 5           | 0           |
| 通算           | 77          | 0           |

## タイトル
1.FCケルン
- 2. ブンデスリーガ (2013-14)